# Adéla Měrková
Adéla Měrková (Šumperk, 23 de marzo de 2001) es una deportista checa que compite en parkour. Ganó una medalla de bronce en el Campeonato Mundial de Parkour de 2022, en la prueba de estilo libre.

## Palmarés internacional
| Campeonato Mundial | Campeonato Mundial | Campeonato Mundial | Campeonato Mundial |
| Año                | Lugar              | Medalla            | Prueba             |
| ------------------ | ------------------ | ------------------ | ------------------ |
| 2022               | Tokio (Japón)      | Medalla de bronce  | Estilo libre       |